# Calozenillia tibialis
Calozenillia tibialis är en tvåvingeart som beskrevs av Sun 1993. Calozenillia tibialis ingår i släktet Calozenillia och familjen parasitflugor.
Artens utbredningsområde är Shanxi (Kina). Inga underarter finns listade i Catalogue of Life.